# Перевал МАН
Перевал МАН, перевал Малой академии наук, ранее Фуна — перевал высотой 1020 метров между Северной Демерджи, массивом Главной гряды Крымских гор и его отрогом горой Пахкал-Кая.

## Описание
Этимология греч. фуна — дымная. Перевал назван в честь Малой академии наук Крыма «Искатель». Высота над уровнем моря 1020 м. Разделяет Северную Демерджи (1359 м) и её западный отрог — гору Пахкал-Кая (1138 м). Соответственно, понижения — на севере долина ручья Таушан нижний (ручей Датнус на карте ВТД 1842 года) и на юге несколько сухих водотоков в верховьях реки Демерджи. В 1960-е годы на пологой северной стороне перевала были проведены посадки сосны крымской.
В древности через перевал проходил один из караванных путей из степного Крыма на побережье, контролируемый феодоритской крепостью Фуна, расположенной в 3.2 км к югу. На горе Пахкал-Кая в 400 м непосредственно над перевалом руины укреплённого монастыря X—XV века (по другим данным IX—XV века).
Видовая точка. Через перевал проходят тропы туристических маршрутов № 128, 129, 134, Крымской тропы. От перевала идут тропы на восток к главной вершине Демерджи, на юго-восток к гребню Сарпа-Кая, на юг на стоянку Поляна МАН (ранее Пандазьяны-Тогай) и к роднику Пандази, на север к пещере МАН.
В 300 м на юг по склону всесезонный родник Индек-Чокрак.

Место горного велоспорта (экстремальные спуски на южный склон).

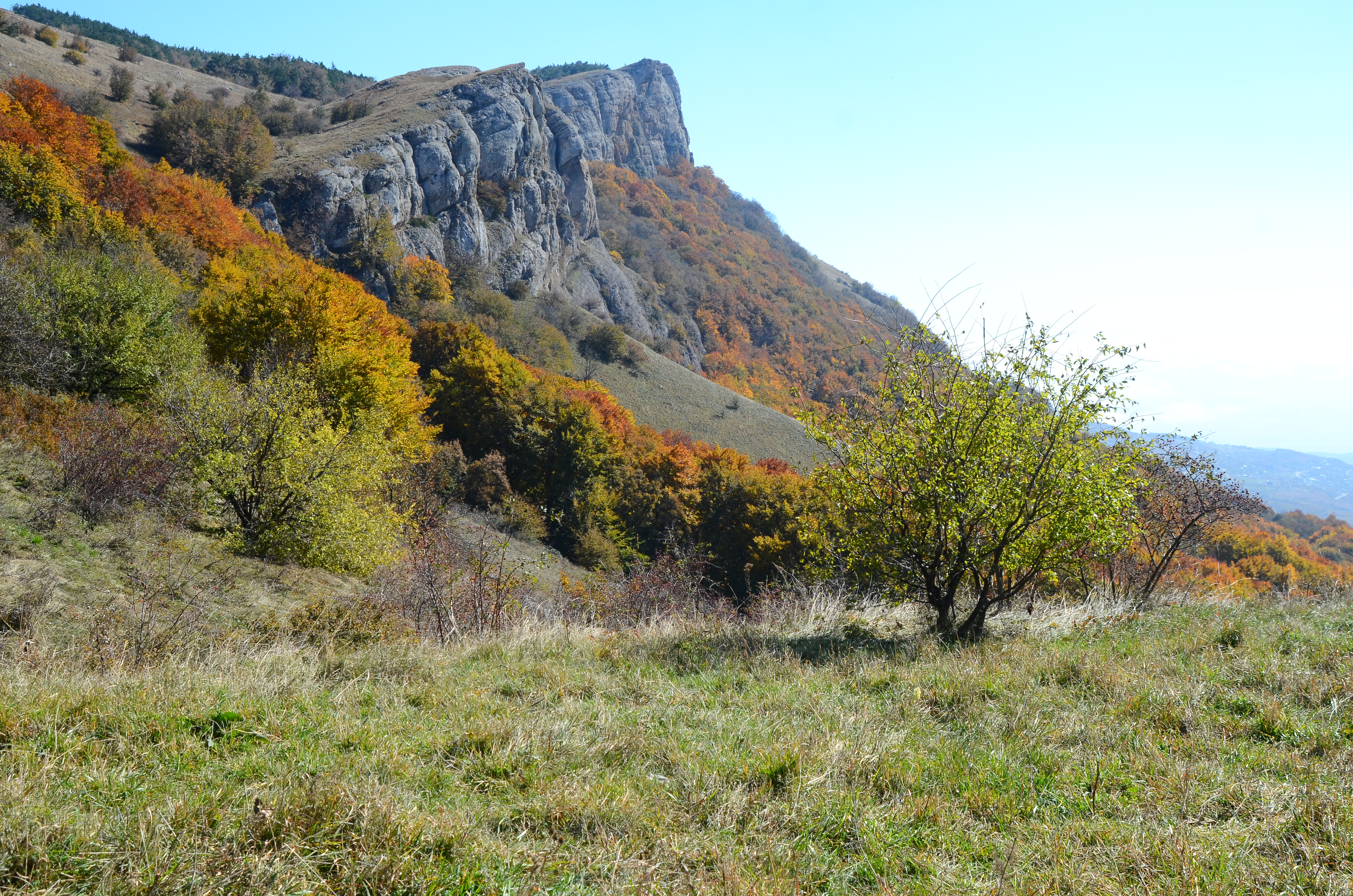
Вид с перевала МАН на юго-восток на скалу Сарпа-Кая.
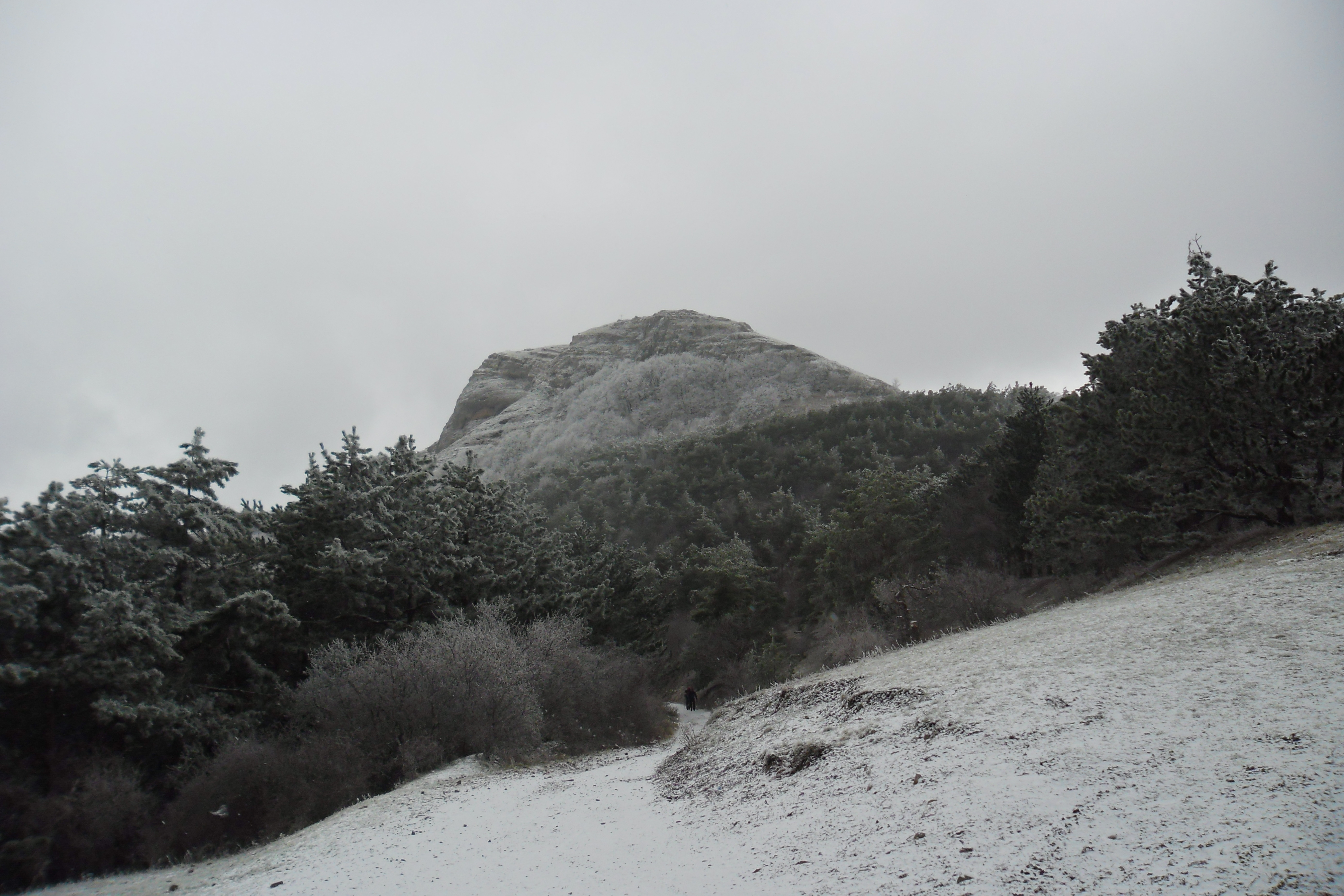
Вид с перевала МАН на запад на скалу Пахкал-Кая.
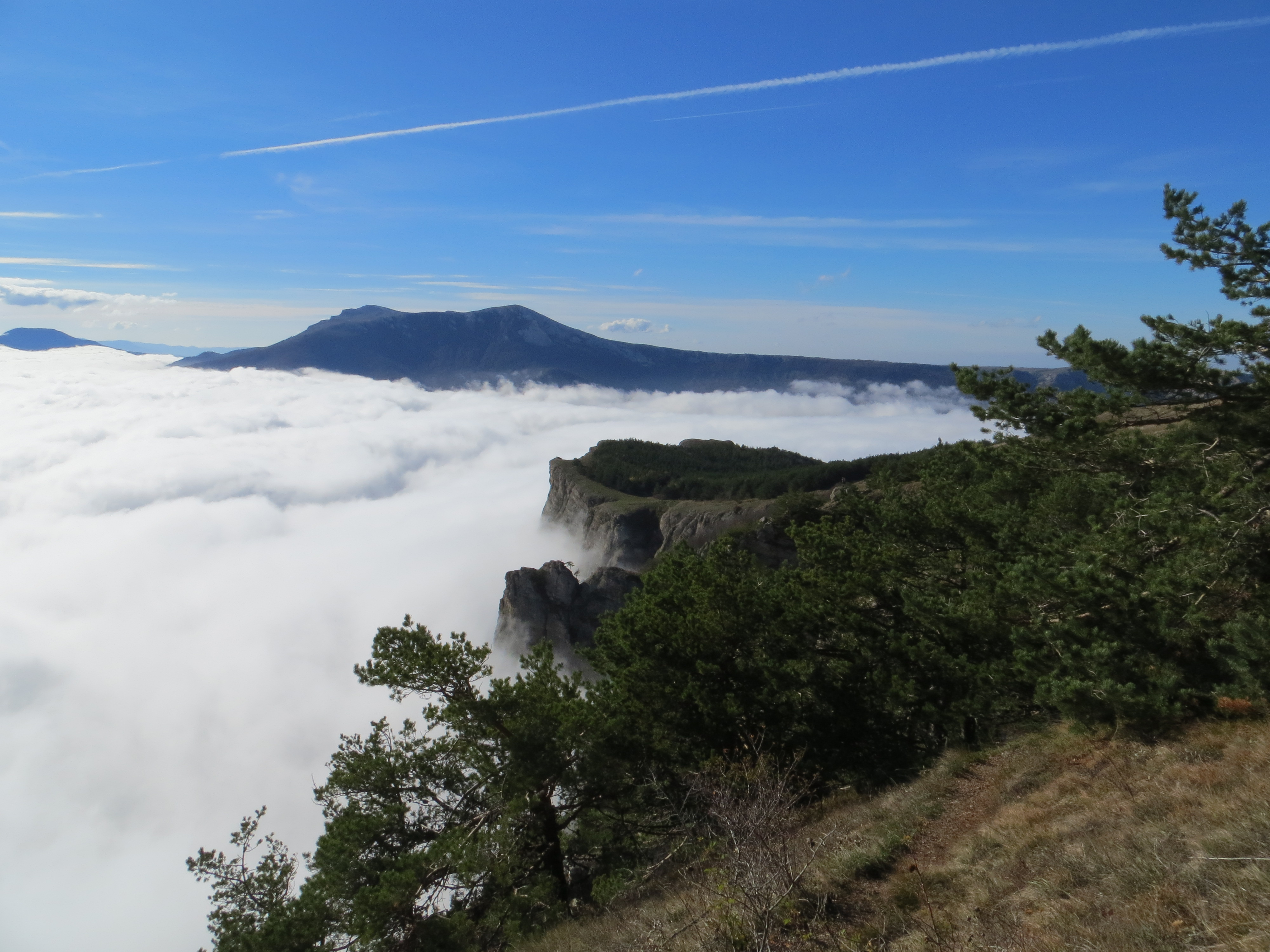
Перевал Ман часто полностью затягивает облаками с юга. Вид с тропы туристического маршрута №134.